# حديث مضطرب
حديث مضطرب المضطرب من الحديث: هو الذي تختلف الرواية فيه، فيرويه بعضهم على وجه، وبعضهم على وجه آخر مخالف له.

## شروط تحقق الاضطراب
لا يسمى الحديث مضطربا إلا إذا تحقق فيه شرطان، وهما:
1. اختلاف روايات الحديث، بحيث لا يمكن الجمع بينها.
2. تساوي الروايات في القوة، بحيث لا يمكن ترجيح رواية على أخرى.[1]

فلابد أن تتساوى الرويتان في المرتبة حتى نسميه مضطربا، أما إذا ترجحت إحداهما بحيث لا تقاومها الأخرى: بأن يكون راويها أحفظ، أو أكثر صحبة للمروي عنه، أو غير ذلك من وجوه الترجيحات المعتمدة، فالحكم للراجحة، ولا يطلق عليه حينئذ وصف المضطرب، ولا حكمه.

## أقسام الحديث المضطرب
ينقسم المضطرب بحسب موقع الاضطراب فيه إلى قسمين؛ مضطرب السند، ومضطرب المتن، فقد يقع في السند وهو الأكثر وقد يقع في المتن وهو نادر.وقد يكون فيهما معا، وقد يكون من راوٍ واحد، وقد يكون من أكثر من راوٍ.

## مثاله
- في السند: ما رواه الترمذي عن زيد بن أرقم قال: قال رسول الله: «إن هذه الحشوش محتضرة فإذا أتى أحدكم الخلاء فليقل أعوذ بالله من الخُبُث والخَبَائث».

قال الترمذي حديث زيد بن أرقم في إسناده اضطراب وسبب اضطرابه أنه اختُلف فيه على قتادة اختلافا كثيرا فرواه سعيد بن أبي عروبة عن قتادة عن القاسم بن عوف الشيبانى عن زيد بن أرقم وقال هشام الدَّسْتَوائى عن قتادة عن زيد بن أرقم ورواه شعبة عن قتادة عن النضر بن أنس عن زيد بن أرقم ورواه معمر عن قتادة عن النضر عن أبيه عن النبي وهذا الاختلاف موجب لاضطراب الحديث.
- في المتن: ما رواه الترمذي من حديث فاطمة بنت قيس قالت: سئل رسول الله عن الزكاة فقال: «إن في المال لَحَقًّا سوى الزكاة»، ورواه ابن ماجه من هذا الوجه بلفظ: «ليس في المال حق سوى الزكاة». قال العراقي: «فهذا اضطراب لا يحتمل التأويل».[4]

## حكمه
وحكم الاضطراب أنه يوجب ضعف الحديث لأنه يُشعر بعدم ضبط الراوى للحديث وللحافظ بن حجر كتاب قَيِّم في هذا الفن سماه المُقْتَرب في بيان المُضْطَرب.